# Trichosetodes koumba
Trichosetodes koumba är en nattsländeart som beskrevs av Francois-Marie Gibon 1992. Trichosetodes koumba ingår i släktet Trichosetodes och familjen långhornssländor. Inga underarter finns listade i Catalogue of Life.